# Fritz Beskow (1832–1901)
Johan Fredrik (Fritz) Bernhard Beskow, född den 15 oktober 1832 i Stockholm, död den 16 december 1901 i Skärstads församling, Jönköpings län, var en svensk präst. Han var son till Fritz Beskow, brorson till Bernhard von Beskow, bror till Gustaf Emanuel Beskow, kusin till Wilhelm Beskow och far till Natanael Beskow.
Beskow blev student vid Uppsala universitet 1850 och var underlöjtnant vid Svea artilleriregemente 1852–1856. Han prästvigdes 1869 och blev samma år sjukhuspredikant i Uppsala och därefter garnisonspastor och fångpredikant på Karlsborgs fästning. Beskow blev kyrkoherde i Tuna i Småland 1871 och i Skärstad 1874. Han blev kontraktsprost i Vista 1895. Beskow vilar på Skärstads kyrkogård.